# Protestbeweging rond de Wereldhandelsorganisatie-ministerstop in Seattle
De protesten rond de WTO-ministerstop in Seattle op 30 november 1999, ook wel bekend als de Battle of Seattle (Slag bij Seattle), vormden een van de eerste massale rellen van de andersglobaliseringsbeweging (op dat moment nog anti-globalisering genoemd). Naar voorzichtige schatting protesteerden ten minste 40.000 mensen tegen de WTO-bijeenkomst en de plannen die daar besproken zouden worden, velen inwoners van Seattle.
De ministerstop werd zodanig verstoord dat de geplande beslissingen uiteindelijk op een nieuwe top te Doha (Qatar) genomen werden.